# Йохаган-Су

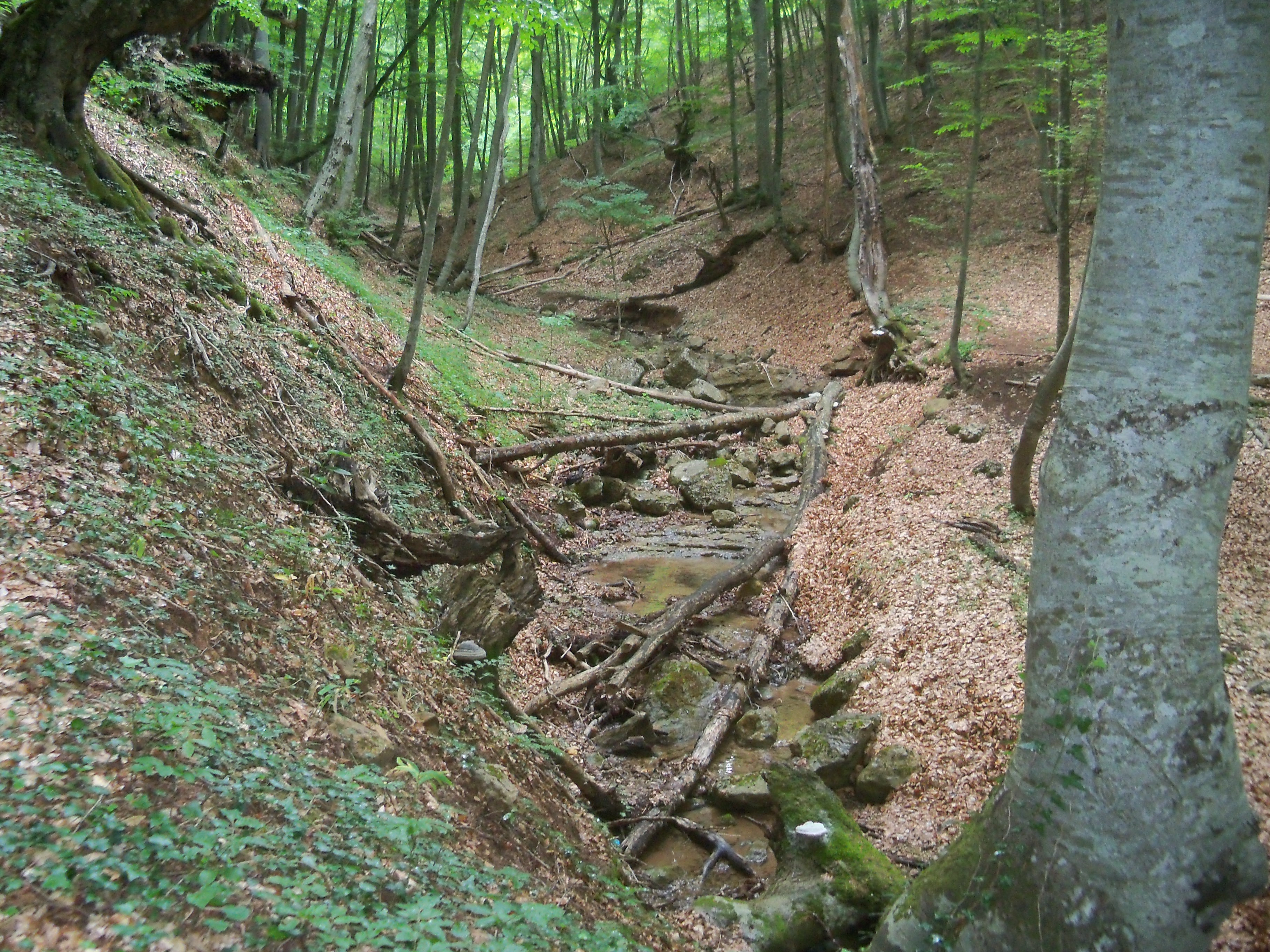
Верхів'я Йохаган-Су

Йохаган-Су — невелика річка в Криму, притока річки Куру-Узень — після їх злиття річка дістає назву Аузун-Узень. Протікає по однойменному каньйону. Впадає в Куру-Узень при вході у Великий каньйон Криму.
За відсутності дощів улітку пересихає.